# August Rauber
August Antonius Rauber (Obermoschel, 22 marzo 1841 – Tartu, 16 febbraio 1917) è stato un anatomista tedesco.

## Biografia
Rauber fu il quarto di cinque figli di Stephan Rauber e Rosalie. Studiò medicina a Monaco di Baviera, ottenendo il dottorato nel 1865. A Monaco i suoi insegnanti furono Theodor Bischoff (1807-1882), Nicolaus Rüdinger (1832-1896) e Julius Kollmann (1834-1918).
Nel 1869 conseguì la sua abilitazione e nel 1872 lavorò presso l'Università di Basilea. Poco dopo, si trasferì all'Università di Lipsia, dove lavorò sotto Wilhelm His (1831-1904). Dal 1873 al 1886 fu professore associato di anatomia e antropologia a Lipsia.
Nel 1886 divenne professore di anatomia e capo dell'istituto di anatomia dell'Università di Dorpat.
Si dedicò allo sviluppo embrionale di uccelli e mammiferi. Inoltre Rauber associò l'embriologia comparativa e l'istologia con l'analisi filogenetica.

## Opere principali
- Vater'sche Körperchen der Bänder- und Periostnerven und ihre Beziehung zum sog. Muskelsinne (1865).
- Untersuchungen über das Vorkommen und die Bedeutung der Vaterschen Körperchen (1867).
- Elasticität und Festigkeit der Knochen, 1876.
- Über den Ursprung der Milch und die Ernährung der Frucht im Allgemeinen (1879).
- Urgeschichte der Menschen, (2 vol.) 1884.
- Homo sapiens ferus (1885).
- Oder die Zustände der Verwilderten und ihre Bedeutung für Wissenschaft, Politik und Schule (1885).
- Über die Bedeutung der wissenschaftlichen Anatomie, 1886.
- Atlas der Krystallregeneration (4 vol.), 1896/97.
- Die Aufgaben des Lebens (1896).
- Lehrbuch der Anatomie des Menschen (2 vol.) - (5 edizioni 1897/98), continuata da Friedrich Wilhelm Kopsch (1868-1955).[4][5]